# Премия Кандинского — 2010
Премия Кандинского — 2010 — российская национальная премия в области современного искусства, присуждённая в 2010 г. культурным фондом «АртХроника» (Москва). Премия Кандинского учреждена в 2007 году.

## Жюри 2010 г.[1]
- Евгений Барабанов — искусствовед, историк искусства и философии, теоретик в области современного искусства.
- Александр Боровский — заведующий Отделом новейших течений Государственного Русского музея).
- Тим Марлоу — историк искусства, критик, арт-директор лондонской галереи «White Cube».
- Алла Розенфельд — куратор, историк искусства, эксперт.
- Ольга Свиблова — доктор философии, академик РАЕН, Почетный член Российской академии художеств, художественный критик, куратор.
- Роберт Сторр — куратор, критик, художник, Декан Школы искусств Йельского университета.
- Василий Церетели — исполнительный директор Московского музея современного искусства.

## Номинанты Премии Кандинского — 2010

### Номинация «Проект года»
АЕС+Ф, Никита Алексеев, Петр Белый, Александр Бродский, Люция Ганиева, Аладдин Гарунов, Дмитрий Грецкий, Андрей Кулешов, Михаил Иванов, Дмитрий Каварга, Алексей Каллима, Глеб Косоруков, Владимир Кустов, Антон Литвин, Андрей Луфт, Рауф Мамедов, Игорь Мухин, Виталий Пушницкий, Евгений Семенов, «Синие носы», Александр Слюсарев, Наталья Турнова, Ирина Штейнберг.

### Номинация «Молодой художник года. Проект года»
Recycle, Татьяна Ахметгалиева, Александр Гронский, Арсений Жиляев, Полина Канис, Таисия Короткова, Андрей Кузькин, Валерия Матвеева-Нибиру, Наталья Павловская, Ольга Трейвас, Виктор Юльев, Григорий Ющенко.

### Номинация «Медиа-арт. Проект года»
Виктория Бегальская, Андрей Блажнов, Дмитрий Булныгин, Кристина Захарова, Яков Каждан, Глеб Косоруков, Александр Лавров, Виктория Ломаско, Антон Николаев, Иннокентий Шарков, Александр Тарбеев, Дарья Чапковская, Екатерина Кочкина, Марина Фоменко.

## Финалисты Премии Кандинского — 2010

### Номинация «Проект года»
- Александр Бродский. «Дорога» (2010).[2]
- Аладдин Гарунов. «Зикр» (2009).
- Наталия Турнова. «Диагноз» (2008—2010).

### Номинация «Молодой художник года. Проект года»
- Recycle (Андрей Блохин, Георгий Кузнецов). «Reverse» (2010).[2]
- Татьяна Ахметгалиева. «Стадия Куколки» (2009).
- Таисия Короткова. «Воспроизводство» (2009).[2]

### Номинация «Медиа-арт. Проект года»
- Андрей Блажнов. «Стоимость?» (2010).[2]
- Дмитрий Булныгин. «Весна» (2010).
- Глеб Косоруков. «Процессия» (2009).

## Лауреаты Премии Кандинского — 2010
- Номинация «Проект года» — Александр Бродский.
- Номинация «Молодой художник года. Проект года» — Recycle (Андрей Блохин, Георгий Кузнецов) / Таисия Короткова.
- Номинация «Медиа-арт. Проект года» — Андрей Блажнов.

## Особенности Премии Кандинского — 2010
- Из состава жюри «Премии Кандинского — 2010» был выведен куратор Андрей Ерофеев. Критики связывают это решение с тем, что в номинации «Медиа-арт» принимают участие художники Виктория Ломаско и Антон Николаев с рисунками из зала суда над Ерофеевым и Юрием Самодуровым.

## О Премии Кандинского — 2010
- «У призеров с тех пор вошло в моду награду брать, но как бы с неохотой. Молодая художница, выигравшая трехмесячную стажировку во Флоренции, заявила, что Флоренцию эту в гробу видала, а лучше бы дали наличными (пожелание учли — стажировки для молодых художников были конвертированы в деньги). А последний автор „проекта года“, сорвав куш, произнес со сцены концертного зала „Барвиха Luxury Village“ пламенную речь, обличая пороки нового русского капитализма и призывая едва оторвавшихся от обильного фуршета мастеров искусства к независимости от рынка и власти денег. Временами кажется, что премию Кандинского следовало бы переименовать в премию Хармса»[3] — Анна Толстова, «Коммерсантъ».